# تانیا ساریاس
تانیا ساریاس (کاتالونیایی: Tània Sàrrias؛ زادهٔ ۲۸ سپتامبر ۱۹۷۵) مجری، بازیگر اهل اسپانیا است.
از فیلم‌ها یا مجموعه‌های تلویزیونی که وی در آن‌ها نقش داشته است، می‌توان به پرینسیپه اشاره نمود.